# Anachalcos convexus
Anachalcos convexus là một loài bọ cánh cứng trong họ Bọ hung (Scarabaeidae).